# Mandíbula de Xiahe
La mandíbula de Xiahe (en xinés: 夏河县人类下颌骨化石, [ɕjâxɤ̌], sh'ja-juh) és un fòssil d'homínid descobert a la cova càrstica de Baishiya, a la vora nord-est de l'altiplà tibetà, al comtat de Xiahe, Gansu. Es tracta de la meitat dreta d'una mandíbula parcial amb dos molars adherits. La va trobar un monjo budista que estava meditant a la cova. El geòleg Dong Guangrong de la Universitat de Lanzhou i el seu col·lega Chen Fahu van rebre el fòssil per a estudiar-lo. La datació en sèrie d'urani de l'escorça de carbonat situa la mandíbula amb més de 160.000 anys d'antiguitat.

## Troballa de la cova
Des del 2010, Chen, Dong i Zhang Dongju van decidir aprofundir les recerques sobre aquesta mandíbula i examinaren algunes coves de l'àrea de Xiahe, i descobriren finalment que provenia de Baishiya. Com que aquesta cova és un santuari budista, l'excavació s'ajornà per la necessitat d'obtenir permisos de les autoritats religioses i culturals pertinents. El 2018, Zhang i els seus col·legues van dur a terme una excavació sistemàtica de la cova i van descobrir-hi moltes eines de pedra i ossos d'animals amb marques de tall.

## Denissovans
L'equip de la Universitat de Lanzhou col·laborà amb l'Institut Max Planck d'Antropologia Evolutiva, i Jean-Jacques Hublin i Frido Welker, amb l'anàlisi de proteïnes, identificaren la mandíbula com a afí a l'humà de Deníssova. Malgrat que no els fou pas possible extraure ADN d'aquest fòssil, sí que pogueren identificar el seu proteoma antic supervivent en la dentina d'un dels molars. El proteoma Xiahe comparteix una coincidència filogenètica més propera a la del fòssil denissovà d'alta cobertura de la Cova Deníssova, Deníssova 3. L'anàlisi de proteïnes també mostra que la mandíbula de Xiahe exhibeix un polimorfisme d'un sol aminoàcid, COL1α2 R996K, que només és compartit per una altra mostra registrada, Deníssova 3; aquest polimorfisme no es troba pas en cap altra població de referència antiga o moderna. La mandíbula també exhibeix un polimorfisme d'un sol aminoàcid, COL2α1 E583G, que és completament únic. Els investigadors van concloure que la mostra de Xiahe pertanyia a una població que estava estretament relacionada amb les mostres de Deníssova. Aquesta és la primera vegada que s'identifica amb èxit un homínid antic utilitzant únicament anàlisi de proteïnes. És el fòssil denissovà més complet conegut.

## Significat
A més d'il·lustrar l'àmplia dispersió dels denissovans, aquest descobriment fòssil proporciona evidència que recolza la noció que els Homo arcaics pogueren adaptar-se a un entorn de gran altitud i baix nivell d'oxigen.